# Snoop Dogg's Doggystyle
Ne doit pas être confondu avec Doggystyle ou Doggy Style Records.
 Pour plus de détails, voir Fiche technique et Distribution
Snoop Dogg's Doggystyle est un film américain sorti en 2000 qui mélange scènes pornographiques et musique hip-hop. Le rappeur Snoop Dogg le présente. 
Parmi les acteurs et actrices tournant dans ce film, citons : Taylor St. Claire, India, Mia Smiles, Obsession, Tony Eveready, Charlie Angel et Jade Marcela.

## Fiche technique
- Titre : Snoop Dogg's Doggystyle
- Réalisateur : Michael Martin et Drew Rose
- Éditeur : Hustler
- Durée : 90 minutes
- Date de sortie : 2000
- Film : américain
- Genre : pornographie (gonzo)Hi
- Film pour adultes

## Distribution
- Obsession
- Mark Anthony
- Taylor St. Claire
- India
- Mia Smiles
- Tony Eveready
- Charlie Angel
- Jade Marcela
- Bronze
- Cuba Demoan
- Baby Doll
- Farrah
- Kaire
- Anna Malle
- Mr. Marcus
- Jack Napier
- Lucy Pearl
- Suave

## Musique
- Let's Roll - Exclusive
- Dogghouse
- One More Switch - Exclusive
- Pussy Sells (Snoop Dogg Presents Tha Eastsidaz)
- Fatal Attraction - Exclusive
- In Love with a Thug (No Limit Top Dogg)
- G'd Up (Snoop Dogg Presents Tha Eastsidaz)
- Pump Your Brakes (Tha Last Meal)
- Now We Lay 'Em Down
- Tha G In Deee (Snoop Dogg Presents Tha Eastsidaz)
- Don't Tell feat. Warren G, Mausberg, Nate Dogg (No Limit Top Dogg)
- Give It 2 'Em Dogg (Snoop Dogg Presents Tha Eastsidaz)
- Nigga Sayin' Hi - Exclusive
- Tha' East Sidaz

## Récompenses
- 2002 : Adult Video News Awards for Best Music
- 2002 : Adult Video News Awards for Top Selling Tape of 2001